# Lomná
Lomná est un village de Slovaquie situé dans la région de Žilina.

## Histoire
Première mention écrite du village en 1609.

## Démographie

### Évolution de la population
| Année:               | 1994. | 2004.    | 2014.    | 2024.   |
| -------------------- | ----- | -------- | -------- | ------- |
| Nombre de personnes: | 700   | 785      | 887      | 966     |
| Différence:          |       | +12,14 % | +12,99 % | +8,90 % |

| Année:               | 2023. | 2024.   |
| -------------------- | ----- | ------- |
| Nombre de personnes: | 961   | 966     |
| Différence:          |       | +0,52 % |